# Trak Invaders
Trak Invaders est un duo de compositeurs et producteurs de musique français composé de Yann Macé et Luc Leroy.

## Biographie

### Formation et société de production
De formation classique, Yann Macé et Luc Leroy sont tous deux titulaires de premiers prix de Conservatoire : en piano, percussion et écriture pour Luc Leroy et en percussion pour Yann Macé. Ce dernier est également diplômé, et aujourd'hui intervenant, de la Formation supérieure aux métiers du son du Conservatoire national supérieur de musique et de danse de Paris. Yann Macé et Luc Leroy commencent à composer et à produire au début des années 2000. En 2006, ils créent Neodrome Entertainment, une société de production et d'édition musicale.

### Production discographique
Très éclectique, le duo Trak Invaders, révélé dans la sphère des musiques urbaines, évolue aussi bien dans la pop, le rock, le rap, l'electro.
Depuis 2004, le duo est chargé de la composition, de la réalisation, des arrangements et du mixage de morceaux interprétés par de nombreux artistes. Citons, par exemple, Eye of the Tiger pour Amel Bent en 2006, Il avait les mots et  Quelque part pour Sheryfa Luna en 2007, Entre toi et moi pour Mathieu Edward en 2008, Mise à jour pour M. Pokora en 2010 ou Envole Moi pour M. Pokora et Tal en 2012. Ces chansons constituent d'importants succès commerciaux et radiophoniques. En 2012, les Trak Invaders ont été choisis pour la réalisation des deux volumes Génération Goldman et Génération Goldman volume 2 : les deux opus cumulent, en mars 2014, plus d'un million de ventes. Jean-Jacques Goldman fait, depuis lors, appel aux Trak Invaders pour travailler sur certains de ses titres composés pour Christophe Willem en 2014  et Les enfoirés en 2015.

### Musique de film
Les Trak Invaders participent à plusieurs bandes originales de films (Taxi 4, Mesrine, Les gamins...). En 2008, Luc Besson retient plusieurs de leurs instrumentaux pour le film Banlieue 13 : Ultimatum ; le duo compose également une grande partie du score de ce film d'EuropaCorp. En 2015, les Trak Invaders signent la musique originale de La Véritable Histoire de Robin des Bois.

### Musique de publicité
Les Trak Invaders composent et produisent la musique de plusieurs films publicitaires pour des marques connues (Nissan, Adidas, Quick, Benetton, Dacia, Kiri, Peugeot ...).

## Discographie
Cette discographie présente les principales collaborations de Trak Invaders.
| Année | Artiste                                   | Album                                                    | Titres | Contribution musicale                       | Certification |
| ----- | ----------------------------------------- | -------------------------------------------------------- | --- | ------------------------------------------- | ------------- |
| 2003  | Emma Daumas                               | Le saut de l'ange                                        | 01 - Si tu savais 02 -Vivre 03 - Figurine humaine 04 - Mourir pour toi 05 - Reste 06 - Solo de nuit 07 - Le saut de l'ange 08 - J'attends                                                                             | Arrangement Réalisation Mixage              | Or            |
| 2005  | Brett                                     | Trois nuits par semaine (single)                         | Trois nuits par semaine | Arrangement Réalisation Mixage              |               |
| 2005  | Eskobar featuring Emma Daumas             | You got me (single)                                      | You got me | Réalisation Mixage                          |               |
| 2006  | Amel Bent                                 | Eye of the Tiger (single)                                | Eye of the Tiger | Arrangement Réalisation Mixage              | Or            |
| 2007  | Youssoupha                                | À chaque frère                                           | Classique (plus rien ne m'étonne) | Composition Arrangement Réalisation Mixage  | Or            |
| 2007  | El Matador                                | Parti de rien                                            | Totalité de l'album | Composition Arrangement Réalisation Mixage  | Or            |
| 2007  | Alibi Montana featuring Diam's (Titre 03) | Inspiration guerrière                                    | 01 - Ghetto rap 02 -L'hymne au travail 03 - Loin des yeux loin du cœur | Composition Arrangement Réalisation Mixage  |               |
| 2007  | La Fouine                                 | Aller-retour                                             | Je regarde la-haut | Composition Arrangement Réalisation         | Or            |
| 2007  | Soprano                                   | Puisqu'il faut vivre (édition collector)                 | Le poids d'un amour | Composition Arrangement Réalisation Mixage  | Or            |
| 2007  | Sheryfa Luna                              | Sheryfa Luna                                             | 01 - Quelque part 02 - Il avait les mots | Composition Arrangement                     | Or            |
| 2007  | Passi                                     | Évolution                                                | Chambre de gosse | Composition Arrangements Réalisation Mixage |               |
| 2008  | Nessbeal                                  | Rois sans couronne                                       | Au delà de l'horizon | Composition Arrangements Réalisation Mixage |               |
| 2008  | Brasco                                    | Vagabond                                                 | Totalité de l'album | Composition Arrangements Réalisation Mixage |               |
| 2008  | Léa Castel                                | Pressée de vivre                                         | Pressée de vivre | Composition Arrangements                    | Platine       |
| 2008  | Aleesha Dixon                             | The Alesha Show                                          | Welcome to The Alesha Show | Composition Arrangements Réalisation Mixage | Platine       |
| 2008  | Mathieu Edward                            | Entre toi et moi                                         | 01 - Entre toi et moi 02 -Comme avant 03 - Malgré moi | Composition Arrangements                    | Or            |
| 2008  | Sheryfa Luna                              | Vénus                                                    | 01 - Ce qu'ils aiment 02 -Dis-lui 03 - Je reviendrai | Composition Arrangements                    | 2 × Platine   |
| 2009  | Jena Lee                                  | Vous remercier                                           | Redeviens toi-même | Composition Arrangements                    | Platine       |
| 2009  | Kamel Ouali, Mehdi Kerkouche              | Cléopâtre, la dernière reine d'Égypte (comédie musicale) | Totalité de l'album | Composition Arrangements Réalisation Mixage | Diamant       |
| 2009  | El Matador                                | Au clair du bitume                                       | Main dans la main | Composition Arrangements Réalisation Mixage |               |
| 2010  | Jena Lee                                  | Ma référence                                             | Je rêve en enfer | Composition                                 | Or            |
| 2010  | M. Pokora                                 | Mise à jour                                              | Repartir à zéro | Composition Arrangements Réalisation        | 2 × Platine   |
| 2011  | Max Boublil                               | L'album                                                  | Totalité de l'album | Arrangements Réalisation Mixage             |               |
| 2011  | Nessbeal                                  | Sélection naturelle                                      | 01 - Force et honneur 02 -Zbeule 03 - Là où les vents nous mènent | Composition Arrangements Réalisation Mixage |               |
| 2011  | Irma                                      | Letter to the lord                                       | Totalité de l'album | Arrangements Réalisation Mixage             | Platine       |
| 2012  | Max Boublil                               | Le 2e Album                                              | Totalité de l'album | Composition Arrangements Réalisation Mixage |               |
| 2012  | Génération Goldman                        | Génération Goldman                                       | 01 - Envole moi 02 -Je te donne 03 - Famille 04 - Il changeait la vie 05 - Là-bas 06 -Je marche seul 07 - On ira 08 -Il y a 09 - Let's talk about love                                                                | Arrangements Réalisation Mixage             | Diamant       |
| 2013  | Génération Goldman                        | Génération Goldman volume 2                              | 01 - Quand la musique est bonne 02 - Pas toi 03 - Nos mains 04 -Il changeait la vie 05 - La vie par procuration 06 -Encore un matin 07 - Confidentiel 08 -Un, deux, trois 09 - Si je t'avais pas 10 - C'est ta chance | Arrangements Réalisation Mixage             | 2 × Platine   |
| 2014  | Black XS Records                          | Volume 1                                                 | Totalité de l'album | Arrangements Réalisation                    |               |
| 2014  | Christophe Willem                         | Paraît-il                                                | Après toi | Arrangements Réalisation                    |               |
| 2014  | Irma                                      | Faces                                                    | Totalité de l'album | Arrangements Réalisation Mixage             |               |
| 2015  | Les enfoirés                              | Toute la vie (single)                                    | Toute la vie (remix) | Remix                                       |               |
| 2016  | Céline Dion                               | Encore un soir (single)                                  | Encore un soir | Arrangements Réalisation Mixage             |               |

## Filmographie
| Année | Film                                    | Morceaux                                                                                 | Contribution musicale                          |
| ----- | --------------------------------------- | ---------------------------------------------------------------------------------------- | ---------------------------------------------- |
| 2003  | La Beuze                                | Générique de fin Ma place au soleil                                                      | Composition, arrangements, réalisation, mixage |
| 2006  | 300                                     | Générique de fin A armes égales                                                          | Composition, arrangements, réalisation, mixage |
| 2007  | Taxi 4                                  | Générique de fin Génération Wesh-Wesh interprété par El Matador                          | Composition, arrangements, réalisation, mixage |
| 2008  | Mesrine                                 | Participation à la bande originale Les chemins de la gloire interprétée par Oxmo Puccino | Composition, arrangements, réalisation, mixage |
| 2009  | Banlieue 13 : Ultimatum                 | Bande originale et film score                                                            | Composition, arrangements, réalisation, mixage |
| 2010  | From Paris with love                    | Titre synchronisé Another day                                                            | Composition, arrangements, réalisation, mixage |
| 2012  | Taken 2                                 | Musiques additionnelles (musiques venant s’ajouter aux musiques originales)              | Composition, arrangements, réalisation, mixage |
| 2013  | Les gamins                              | Film score et participation à la bande originale                                         | Composition, arrangements, réalisation, mixage |
| 2015  | La véritable histoire de Robin des bois | Film score et musiques additionnelles                                                    | Composition, arrangements, réalisation, mixage |
| 2016  | Coup de foudre à Jaipur (TV)            | Film score et musiques additionnelles                                                    | Composition, arrangements, réalisation, mixage |